# Efren Rejes
Efren „Bata” Manalang Rejes (rođen 26. avgusta 1954) je filipinski profesionalni igrač bilijara. Osvojio je preko 70 međunarodnih titula i prvi je igrač koji je osvojio svetsko prvenstvo u dve različite discipline u bilijaru. Među svojim brojnim titulama, Reies je četvorostruki svetski šampion u osam lopti, pobednik VPA Svetskom prvenstvu za devet lopti 1999. godine, trostruki pobednik Otvorenog prvensva u Americi (енгл. US Open), dvostruki pobednik Svetske bilijarske lige i 14 puta osvajač Derbi siti klasik turnira. Efren je takođe predstavljao Filipine na Svetskom bilijarskom kupu, pobedivši na turniru zajedno sa svojim partnerom Franciskom Bustamanteom 2006. i 2009. godine. Pobedom nad američkim igračem Erlom Striklendom na događaju Kolor of mani (енгл. Color of Money) 1997. godine, Efren se kući vratio sa do tada najvećom nagradom za jeda meč u istoriji bilijara, osvojivši 100.000 američkih dolara. Mnogi analitičari, navijači i igrači smatraju da je Bata najveći igrač bilijara svih vremena.
Efren je dobio nadimak „Mađioničar“ - zbog svoje sposobnosti na bilijar stolu - i „Bata“, da bi se razlikovao od istoimenog kolege u bilijaru. Pored klasičnog bilijara, Efren je igrao i ostale bilijarske igre, kao što su Karambol, odnosno karambol od tri martinele.

## Karijera

### Rane godine
Efren je rođen u filipinskom gradu Pampanga, 26. avgusta 1954. godine. Svoju ljubav prema bilijaru pokazivao je od malih nogu. Sa pet godina se preselio u Manili kod ujaka koji je posedovao bilijar. Kao mali, voleo je da igra bilijar, a pošto nije bio dovoljno visok da bi mogao da dođe do stola, često bi nosio potpetica napravljene od koka-kolinih kutija.
Kockajući se od malih nogu, prvi novac zaradio je od meča kada je imao devet godina i nastavio je da se takmiči u bilijaru sa tri martinele tokom 1960-ih i 1970-ih. Nakon što je ostvario niz pobeda, zapazili su ga agenti. To mu je dalo priliku da se takmiči na većim turnirima.

### Profesionalna karijera
Godine 1983, Efren je u finalu Filipinskog prvenstva u bilijaru, koje se igralo u rotaciji, preuzeo pobedu od Pepita Dakera. Finale se igralo u trci do 39, a igralo se nekoliko partija nedeljno. Efren je pobedio Dakera sa 39-32. Tokom 1980-ih, Efren je smatran za vrhunskim igračem ali nije bio naširoko poznat. Svetsku slavu stekao je odlaskom u Sjedinjene Američke Države. Tvrdio je da je zarađivao 80.000 dolara nedeljno, što ga je povećalo njegovu poplarnost u Filipinima.
Efren je počeo da osvaja brojne turnire u Sjedinjenim Američkim Državama, Evropi i delovima Azije, prikupljajući pažnju i priznanje širom sveta. Na početku karijere koristio je pseudonime kao što je „Cesar Morales“ da sakrije svoj identitet kako bi mu bilo dozvoljeno da se takmiči. Efren je postao međunarodno poznat na Otvorenom šampionatu SAD sa 9 lopti 1994. godine. Zauzevši treće mesto 1985. godine, pobedio je Nika Varnera u finalu i postao prvi neamerikanac koji je pobedio na ovom događaju.
Dve godine kasnije, Efren i Erl Striklend izabrani su da se takmiče u događaju, nazvanom po nedavno objavljenom filmu „The Color of Money”. Događaj je bio u vidu trodnevnog meča sa devet kuglica u trci do 120. Održan je u Hongkongu, sa nagradom za pobednika od 100.000 dolara. Efren je pobedio u meču sa rezultatom 120–117, uprkos tome što je zaostajao u trci za osvajanje najveće novčane nagrade u profesionalnom bilijaru. Godine 1999. Efren je osvojio prvo televizijsko Svetsko profesionalno prvenstvo u bilijaru. U to vreme turnir nije priznala Svetska asocijacija bilijara, koja je vodila sopstveni događaj, iako su kasnije priznali da je turnir zvanično svetsko prvenstvo. Godine 2001. godine, Efren je učestvovao na otvorenom prvenstu Tokia, koji je imao preko 700 učesnika i ukupan fond od 100 miliona ¥ (850.000 američkih dolara). Efren je dominirao tokom celog turnira, pobedivši Nilsa Fejena u finalu sa rezultatom 15–7. Osvojio je prvu nagradu od 20 miliona ¥ (170.000 američkih dolara). U to vreme, ovo je bila najveća prva nagrada na bilo kom bilijarskom turniru.
Efren je 2002. godine osvojio Međunarodni šampiona, pobedivši Mika Imonena u odlučujućoj partiji. Stigao je do finala VPA Svetskog prvenstva u osam lopti 2004. godine, gde se u finalu sastao sa Marlonom Manalom. Gubio je 0–4, ali je preokrenuo igru i pobedio sa konačnim rezultatom 11–8. Pobeda je učinila Efrena prvim igračem koji je osvojio VPA svetsko prvenstvo u više od jedne discipline.
Efren je 2005. godine osvojio IPT King of the Hill Shootout sa osam kuglica, koji je do tada ponudio najvišu glavnu nagradu u bilo kom turnira u profesionalnom bilijaru - 200.000 američkih dolara. U finalu se susreo sa Majkom Sigelom u meču od tri seta, pobedivši 8-0 u prvom i 8-5 u drugom. Sledeće godine, Efrewn je osvojio IPT Svetsko prvenstvo u osmorici Zajedno sa Rodni Morisom  pri rezultatu 8–6, zaradivši 500.000 američkih dolara - veću sumu od one koju je zaradio na događaju „King of the Hill”. Međutim, zbog finansijskih problema IPT-a, on nije uspeo da isplati ovu sumu.
Udružio se sa Franciskom Bustamanteom da bi predstavljao Filipine na Svetskom kupu u bilijaru. Stigli su do finala 2006. godine, gde su se susreli sa Earlom Striklendsom i Rodnijem Morisom koji su predstavljali Sjedinjene Američke Države. Osvojili su sedam uzastopnih pobeda da bi pobedili u pri konačkim rezultatom 13–5. Efren je, takođe, pobedio na događaju iz 2009. godine još jednom udruživši se sa Bustamanteom. Par se u finalu sastao sa nemačkim timom Ralfom Sukeo i Torstenom Homanom i pobedio sa 11–9.
Od 2019. godine, Efren se i dalje aktivno takmiči u profesionalnom bilijaru. Sveukupno posmatrano, on je najuspešniji igrač turnira Derbi siti klasik (Derby City Classic), koji je u pet navrata osvojio celokupno prvenstvo. Takođe je osvojio pet bronzanih medalja na Igrama u jugoistočnoj Aziji i bronzanu medalju na Azijskim igrama sa osam lopti 2002. godine.

## Mediji
Efren je poznat po svojoj izuzetno kreativnoj igri. Njega često nazivaju nadimkom „Bata“, što na filipinskom znači „dete“, a dali su mu ga bliski prijatelji kako bi se razlikovao od starijeg Efrena koji je takođe igrao bilijar.  Efrenova sposobnost igranja i udaraca dovelo ga je do toga da stekne nadimak „Mađioničar“. Kada je Rejes prvi put stigao u Sjedinjene Američke Države, uzeo je ime Cesar Morales jer je znao da su igrači čuli njegovo ime, ali da ga nisu videli i nisu znali kako, a on je želeo da sakrije identitet.
Godine 2003. Efren se našao u filipinskom filmu „Pakners”, zajedno sa glumcem Fernandom Poeom mlađim, što je bio zadnji Poeov film pre njegove kandidature za predsednika, a potom i smrti 2004. godine. Efren se takođe pojavio i u kratkom filmu „Nineball” 2007. U jednoj epizodi TV serije „Magpakailanman”, priča prati mladog Efrena Rejesa (tumačio ga je Andžo Iljano) u ranim danima igranja bilijara dok je napredovao od amaterskog igrača ka profesionalnom vrhu.
Efren živi u Anđelesu na Filipinima sa suprugom Suzan i njihovo troje dece. Izjavio je da je balkline njegov omiljeni sport, a iz hobija igra šah.

## Priznanja
Brojni kolege i profesionalni igrači naveli su Efrena Rejesa za najboljeg igrača bilijara svih vremena. Tokom televizijskog komentara ESPN-a o polufinalnog meča između Efrena i Mika Imonena na Otvorenom prvenstvu u devet lopti Bilijarskog kongresa Amerike 2000. godine, profesionalni veteran Bili Inkardona izjavio je da je Rejes „nesporno najbolji igrač na svetu - posebno kada uzmete u obzir sve igre - on može igrati bilo koju igru kao i bilo ko, možda i bolji od bilo koga …. Po mom mišljenju gledamo verovatno najvećeg igrača u mom životu i gledam bilijar veći deo tokom četrdeset godina.”
Godine 1995. magazin „Billiards Digest” proglasio je Efrena igračem godine. Sledeće godine, kada se rangirao na prvo mesto američke Pro biljarske turneje, u izdanju časopisa u junu 1996. objavljena je anketa „biljarnih poznavalaca“ - profesionalnih igrača biljara, poznavalaca industrije i slično - kako bi izabrali najbolje u bilijaru u raznim kategorijama. Bilijarska Elita proglasila je Efrena najboljim igračem  svih vremena. Časopis je napisao: „Iako mnoštvo genija iz obiluje, Efren Rejes, čiju hrabrost ponekad zaklanja njegova zvezda sa 9 lopti, bio je popularan izbor. Postoji li nešto što Bata ne može da učini?”
Efren je postao prvi Azijac koji je primljen u Kuću slavnih američkih bilijarskih kongresa 2003. Takođe je primljen u Kuću slavnih u jednoj martineli 2004. godine. Efren je imenovan za filipinskog sportskog ambasadora za Igre jugoistočne Azije 2005. godine.
Efren je u tri navrata nagrađen od strane Filipskog udruženja sportskih pisaca: 1999, 2001, i 2006. godine. Odlikovan je medaljom filipnske Legije časti, i uvršten u 60 azijskih heroja magazina Tajm 2006. godine. Takođe je 2006. godine nagrađen filipinskim ordenom Lakandula „Šampion za život“. Pet puta je bio na vrhu AZ biljarske liste: 2001, 2002, 2004, 2005 i 2006. godine. Godine 2006. postavio je rekord u zaradi, zaradivši u jednoj godini 646 hiljada dolara.

### Glavne titule i dostignuća
Efren Rejes je osvajač preko 70 titula.
| - "6th Annual Junior Norris Memorial Shootout 9-Ball Champion", 2019. - 1st Asian Culture Day Lifetime Achievement Award, 2018. (Las Vegas, Nevada, SAD) - Taiwan Pool Classic (Team Philippines), 2018. - Treće mesto na The Break Room 8-Ball Classic, 2018. - Accu-Stats Make-It-Happen One-Pocket Invitational, 2016. - Accu-Stats Make-It-Happen One-Pocket Invitational, 2015. - MP Cup Gensan International Open 10-Ball, 2014 - Smokin' Aces One-Pocket Shootout, 2014. - Derby City Classic One-Pocket, 2014. - Chuck Markulis Memorial One-Pocket Division, 2012. - World Mixed Doubles Classic (zajedno sa Rubilenom Amitom), 2011. - US Open One Pocket Championship, 2011. - Otvoreno prvenstvo španije 2010 - Predator International Ten-Ball Championship, 2010. - Derby City Classic Master of the Table, 2010. - Derby City Classic Fatboy Challenge 10-Ball, 2010. - Derby City Classic Nine-Ball, 2010. - Asia vs. Europe Challenge Match, 2010. - World Mixed Doubles Classic (zajedno sa Rubilenom Amitom), 2009. - Galveston World Classic One Pocket, 2009. - World Cup of Pool (zajedno sa Franciskom Bustomanteom), 2009. - Derby City Classic Master of the Table, 2007. - Derby City Classic One-Pocket, 2007. - San Miguel Asian 9-Ball Tour, 2006. - IPT World Open Eight-ball Championship, 2006. - World Cup of Pool (zajedno sa Franciskom Bustomanteom), 2006. - San Miguel Asian 9-Ball Tour, 2006. - Derby City Classic One-Pocket, 2006. - IPT King of the Hill Eight-Ball Shootout, 2005. - San Miguel Asian 9-Ball Tour, 2005. - All Japan Championship, 2005. - Derby City Classic Master of the Table, 2005. - Derby City Classic Nine-Ball, 2005. - Derby City Classic One-Pocket, 2005. - WPA World Eight-ball Championship, 2004. - On Cue 3: Intercontinental Conquest, 2004. - San Miguel Asian 9-Ball Tour, 2004. - San Miguel Asian 9-Ball Tour, 2004. - San Miguel Asian 9-Ball Tour, 2004.„San Miguel Tour 2004 Stop 4”. Azbilliards.com. Архивирано из оригинала 11. 9. 2013. г. Приступљено 9. 5. 2004.</ref> - Derby City Classic Master of the Table, 2004.„DCC 2004 All-Around Champion”. Azbilliards.com. Архивирано из оригинала 28. 9. 2013. г. Приступљено 24. 1. 2004.</ref> - Derby City Classic One-Pocket, 2004. - Billiard Congress of America BCA Hall of Fame, 2003. - World Classic Billiards Tournament, 2003. - Las Vegas Nine-Ball Open, 2003. - San Miguel Asian 9-Ball Tour, 2003. - Mid-Atlantic Nine-Ball Championship, 2003. - All Japan Championship, 2003. - Asian Game Cue sports at the 2002 Asian Games, 2002. - World Pool League, 2002. - Cafe Puro Challenge of the Masters, 2002. - Shooters Labor Day Weekend Open Nine-Ball, 2002. - International Challenge of Champions, 2002. - World Pool League, 2001. - Tokyo Open 9-Ball, 2001. - US Masters Nine-Ball, 2001. - International Billiard Tournament, 2001. - Accu-Stats Eight-Ball Invitational, 2001. - The Color of Money II, 2001. (vs. Earl Strickland) - U.S. Open One-Pocket Championship, 2000. - PBT World Eight-Ball Championship, 2000. - Camel Pro Eight-Ball Championship, 2000. - Pennsylvania State Nine-Ball Championship, 2000. - USA Billiards Challenger Event 2, 2000. |  | - ESPN Ultimate Nine-Ball Challenge, 1999. - ESPN Ultimate Shootout, 1999. - Sands Regency Open 29 Nine-Ball Championship, 1999. - World Professional Pool Championship, 1999. - Derby City Classic Master of the Table, 1999. - Derby City Classic One-Pocket, 1999. - World Eight-Ball Championship, 1998. - Camel South Jersey Ten-Ball Open, 1998. - PCA Shooters Challenge, 1997 - PCA Treasure Island Resort Event, 1997 - The Color of Money (vs. Erl Striklend), 1996 - PBT World Eight-Ball Championship, 1996 - PBT Legends of Nine-Ball Championshipv - Camel World Nine-Ball Championship, 1996 - PBT Western Open, 1996 - PBT Florida Flare Up III, 1996. - Sands Regency Open 21 Nine-Ball Championship, 1995. - PBT World Eight-Ball Championship, 1995. - Pro Tour Nine-Ball Championship, 1995. - Maine 14.1 Event, 1995. - Bicycle Club VII, 1995. - U.S. Open 9-Ball Championships, 1994. - PBT Bicycle Club Invitational, 1994. - International Nine-Ball Classic, 1992. - World Nine-Ball Open (Tokio), 1992. - World Cup (Tajpei), 1990. - PBA McDermott Masters Nine-Ball, 1988 - Sands Regency Nine-Ball Championship, 1986. - Sands Regency Nine-Ball Championship, 1985. - Red's Nine-Ball Open, 1985. - Tar Heel Open, 1985. - Willard's Open, 1985. - Chicago Billiard Cafe Open, 1985. |

## Spoljašnje veze
- Efren Rejes na azbilliards.com